# آرتور لیتون
آرتور لیتون (انگلیسی: Arthur Leighton; ۶ مارس ۱۸۸۹ – ۱۵ ژوئن ۱۹۳۹) بازیکن هاکی روی چمن اهل بریتانیا بود.